# Keranji Guguh
Keranji Guguh is een bestuurslaag in het regentschap Siak van de provincie Riau, Indonesië. Keranji Guguh telt 2823 inwoners (volkstelling 2010).